# Lo Codolar de l'Almadrava
Lo Codolar de l'Almadrava, o Codolar del Cap de Terme, és una platja natural del municipi de l'Ametlla de Mar (Baix Ebre), situada a l'extrem nord del municipi, al límit amb el terme de Vandellòs i l'Hospitalet de l'Infant, a la desembocadura del barranc del Cap de Terme, que la separa de la platja de l'Almadrava. Té una longitud de 100 metres i una amplada mitjana de 19 metres, formada per sorra, grava i còdols. El fons marí és de còdols, fins a uns 8 metres, que comença la praderia de posidònia.